# JeemTV
JeemTV è un'emittente qatariota disponibile sulla televisione satellitare, il cui nome è basato sulla lettera ج‎ dell'alfabeto arabo.

## Storia
Il canale ha iniziato le trasmissioni regolari con il nome di Al Jazeera Children's Channel il 9 settembre 2005, trasmettendo in 576i e 4:3.
Conosciuta anche con l'acronimo JCC, Al Jazeera Children's Channel fu una risposta in lingua araba ai canali occidentali per bambini e ragazzi, come Boing o Cartoon Network. Il canale è visibile via satellite in modalità free to air, attraverso i seguenti parametri tecnici di ricezione:
- Orientamento antenna: 13.0° Est
- Nome del satellite: Eutelsat Hot Bird 13D
- Frequenza: 12558.00 MHz
- Polarizzazione della radiazione elettromagnetica: verticale
- Symbol rate: 27500
- Forward Error Correction: 3/4, meglio noto come FEC.

Grazie a questa modalità di trasmissione appena descritta, l'emittente è fruibile gratuitamente nei territori di Europa, Medio Oriente e Nordafrica con qualsiasi set-top box in grado di decodificare lo standard DVB-S o DVB-S2.
L'emittente fa parte del gruppo Al Jazeera Media Network, e in data 29 marzo 2013 ha cambiato denominazione in JeemTV, rinnovando logo, grafica e bumper. La piattaforma televisiva satellitare Sky Italia ha assegnato a JeemTV la numerazione 690 sui propri ricevitori.
Dall'11 luglio 2018 il canale assieme a Baraem non è più disponibile su Sky Italia rimanendo solo disponibile a Qatar nella piattaforma a pagamento Bein

## Programmi
- Archibald, il koala investigatore
- Timon e Pumbaa (serie animata)
- Gawayn

## Loghi

2009-2013
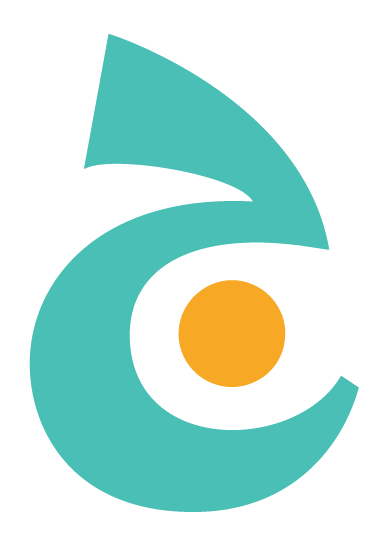
Dal 2013 (fino al 2018 in Europa)